# Zhang Fengyi
Zhang Fengyi (en chinois : 张丰毅 ; pinyin : Zhāng Fēngyì), né à Changsha (province du Hunan, Chine) le 1er septembre 1956 , est un acteur chinois.

## Filmographie partielle
- 1983 : Rickshaw Boy (en) de Ling Zifeng (adaptation du roman Le Tireur de pousse-pousse de Lao She)
- 1993 : Adieu ma concubine : Duan Xiaolou
- 1993 : La Tentation d'un bonze : le général Huo Da
- 2001 : L'Empereur et l'Assassin : Jing Ke, l'assassin
- 2008 : Les Trois Royaumes (Chi bi) de John Woo : Cao Cao
- 2009 : Red Cliff II (Chi bi Part II: Jue zhan tian xia) : Cao Cao
- 2010 : Sacrifice (Zhao shi gu er) : Gongsun Chujiu
- 2012 : White Deer Plain (Bai lu yuan) de Wang Quan'an : Bai Jiaxuan
- 2012 : In-Laws New Year
- En production : The Wandering Earth 2